# Carne vermelha

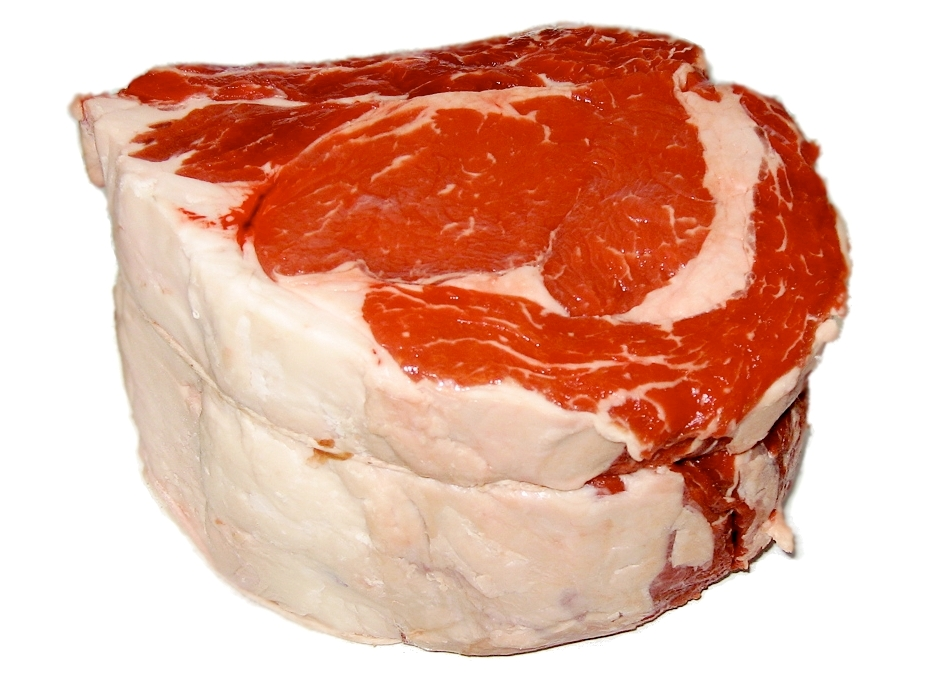
Corte de carne bovina ou carne vermelha.

Denomina-se carne vermelha as carnes provenientes dos mamíferos, excetuando-se a carne suína, com relação a qual ainda não se chegou a um consenso.

## Saúde
A carne vermelha é rica em nutrientes fundamentais para o bom funcionamento do organismo humano e o seu desenvolvimento. É o alimento que concentra a maior quantidade de ferro, sendo assim um bom combatente à anemia, é também fonte de proteínas, que são importantíssimas para o desenvolvimento dos músculos, órgãos e tecidos, e contém zinco, um mineral que contribui para o bom funcionamento do metabolismo de proteínas, carboidratos, lipídeos e ácidos nucleicos.
O diferencial da carne bovina com relação aos alimentos quando o assunto são vitaminas, é pelo fato desta possuir grande quantidade de vitaminas do complexo B, em especial a vitamina B12. A falta de vitamina B12 no organismo pode causar anemia e mudanças no sistema nervoso, que se não cuidadas podem se tornar graves. Além disso, a carne vermelha também auxilia no desenvolvimento e na recuperação muscular, por conter muitas proteínas portadoras de aminoácidos essenciais, sendo muito recomendado o seu consumo por atletas. Nutricionalmente, a carne vermelha é indispensável.
De todo modo, há exceções. Os malefícios causados pelo consumo da carne vermelha estão, em geral, ligados ao consumo exagerado e predominantemente de cortes gordos, ricos em gorduras saturadas e colesterol. Também é necessário saber que apenas o consumo da carne vermelha não supre todas as necessidades do organismo, tendo o seu consumo que estar aliado a outros alimentos, como frutas, legumes e verduras.